# 22584 Winigleason
22584 Winigleason este un asteroid din centura principală de asteroizi.

## Descriere
22584 Winigleason este un asteroid din centura principală de asteroizi. A fost descoperit pe 21 aprilie 1998 la Socorro, New Mexico, în cadrul proiectului LINEAR. Asteroidul prezintă o orbită caracterizată de o semiaxă mare de 2,29 ua, o excentricitate de 0,17 și o înclinație de 7,4° în raport cu ecliptica.